# 아르주나
아르주나(산스크리트어: अर्जुनः)는 인도의 서사시 《마하바라타》의 등장인물이다. 마하바라타의 주인공 격이며 바가바드 기타에도 중요 인물로 등장한다. 판다바 5형제 중 셋째이며, 비슈누의 화신 크리슈나의 사촌동생이자 매부에 해당한다. 무구로는 간디바라는 이름의 활과 시바의 아스트라인 파슈파타를 지니고 있다.
크리슈나와 함께 대표적인 인도의 지략형 영웅이다. 손윗형제 브히마가 전형적인 역사(力士)형 영웅인 것과 대비된다.